# شاخص وزنی تجارت دلار آمریکا
شاخص دلار آمریکا با وزن تجاری، که به عنوان شاخص گسترده نیز شناخته می‌شود، معیاری برای سنجش ارزش دلار ایالات متحده نسبت به سایر ارزها در جهان است. این یک شاخص وزنی تجاری است که با استفاده از ارزهای بیشتر و به‌روزرسانی وزن‌ها به صورت سالانه نسبت به شاخص قدیمی‌تر دلار آمریکا بهبود می‌یابد. مقدار شاخص پایه ۱۰۰ در ژانویه ۱۹۹۷ است.  با افزایش ارزش دلار آمریکا، شاخص افزایش می‌یابد و بالعکس.

شاخص ارزش تجاری دلار در سال ۱۹۹۸ به دو دلیل اصلی معرفی شد. اولین مورد معرفی یورو بود که تعدادی از ارزهای موجود در شاخص استاندارد دلار را حذف کرد. دوم همگامی با تحولات جدید در تجارت ایالات متحده بود. 

## ارز های شامل
در شاخص قدیمی دلار آمریکا، وزن قابل توجهی به یورو داده می‌شود، زیرا بیشترین تجارت ایالات متحده در سال ۱۹۷۳ با کشورهای اروپایی بود. با گسترش تجارت ایالات متحده در طول زمان، وزن در آن شاخص بدون تغییر باقی ماند و منسوخ شد. برای انعکاس دقیق‌تر قدرت دلار نسبت به سایر ارزهای جهانی، فدرال رزرو شاخص دلار ایالات متحده را با وزن تجاری ایجاد کرد،  که شامل مجموعه‌ای بزرگ‌تر از سایر ارزها نسبت به شاخص دلار ایالات متحده است که شامل مناطق زیر می‌شود:
| - Europe (euro countries) - Canada - Japan - Mexico - China - United Kingdom - Taiwan - Korea - Singapore | - Hong Kong - Malaysia - Brazil - Switzerland - Thailand - Philippines - Australia - Indonesia - India | - Israel - Saudi Arabia - Russia - Sweden - Argentina - Venezuela - Chile - Colombia |

## فرمول بندی ریاضی

### بر اساس نرخ اسمی ارز
این شاخص به عنوان میانگین هندسی نرخ مبادله دوجانبه ارزهای شامل محاسبه می شود. وزن تخصیص داده شده به ارزش هر ارز در محاسبه بر اساس داده های تجارت است و سالانه به روز رسانی می شود (مقدار خود شاخص بسیار بیشتر از وزن ها به روز می شود).  مقدار شاخص در زمان {\displaystyle t} با فرمول ارائه می شود: 
{\displaystyle I_{t}=I_{t-1}\times \prod _{j=1}^{N(t)}\left({\frac {e_{j,t}}{e_{j,t-1}}}\right)^{w_{j,t}}} .
جایی که
- {\displaystyle I_{t}} و {\displaystyle I_{t-1}} مقادیر شاخص در مواقعی هستند {\displaystyle t} و {\displaystyle t-1}
- {\displaystyle N(t)} تعداد ارزهای موجود در شاخص در آن زمان است {\displaystyle t}
- {\displaystyle e_{j,t}} و {\displaystyle e_{j,t-1}} مقدار ارز هستند {\displaystyle j} برای خرید یک دلار آمریکا در مواقعی لازم است {\displaystyle t} و {\displaystyle t-1} [۴]
- {\displaystyle w_{j,t}} وزن ارز است {\displaystyle j} در زمان {\displaystyle t}
- و {\displaystyle \sum _{j=1}^{N(t)}w_{j,t}=1}

### بر اساس نرخ واقعی ارز
نرخ واقعی ارز معیار مطلوب تری برای ارزش دلار است ، زیرا برای کشورهایی که ارزهایشان نرخ تورم متفاوتی با نرخ تورم ایالات متحده را تجربه می کنند، محاسبه می شود. این با تنظیم نرخ ارز در فرمول با استفاده از شاخص قیمت مصرف کننده کشورهای مربوطه جبران می شود. در این حالت کلی تر، مقدار شاخص به صورت زیر داده می شود: 
{\displaystyle I_{t}=I_{t-1}\times \prod _{j=1}^{N(t)}\left({\frac {e_{j,t}\cdot {\frac {p_{t}}{p_{j,t}}}}{e_{j,t-1}\cdot {\frac {p_{t-1}}{p_{j,t-1}}}}}\right)^{w_{j,t}}} .
جایی که
- {\displaystyle p_{t}} و {\displaystyle p_{t-1}} مقادیر شاخص قیمت مصرف کننده ایالات متحده در مواقعی هستند {\displaystyle t} و {\displaystyle t-1}
- و {\displaystyle p_{j,t}} و {\displaystyle p_{j,t-1}} ارزش های کشور هستند {\displaystyle j} شاخص قیمت مصرف کننده در مواقعی {\displaystyle t} و {\displaystyle t-1}

## داده های بانک فدرال رزرو سنت لوئیس
بانک فدرال رزرو سنت لوئیس، "میانگین وزنی ارزش مبادله خارجی دلار آمریکا در برابر ارزهای گروه گسترده ای از شرکای تجاری بزرگ ایالات متحده" را با اطلاعات دقیق ارائه می دهد. شاخص کل ارز شامل منطقه یورو، کانادا، ژاپن، مکزیک، چین، بریتانیا، تایوان، کره، سنگاپور، هنگ کنگ، مالزی، برزیل، سوئیس، تایلند، فیلیپین، استرالیا، اندونزی، هند، اسرائیل، عربستان سعودی ، روسیه، سوئد، آرژانتین، ونزوئلا، شیلی و کلمبیا است. 
این جدول برخی از اوج و فرودهای شاخص تجاری وزنی دلار آمریکا را نشان می دهد: از سال 2002 تا آوریل 2017. 
| 2002-02-20 | 09-04-2008 | 23-07-2011 | 27-07-2011 | 18-03-2015 | 03-06-2015 | 17-02-2016 | 04-05-2016 | 26-08-2016 | 23-11-2016 | 04-01-2017 | 19-04-2017 |
| ---------- | ---------- | ---------- | ---------- | ---------- | ---------- | ---------- | ---------- | ---------- | ---------- | ---------- | ---------- |
| 129.3639   | 95.6084    | 102.1682   | 94.0323    | 117.4927   | 115.5347   | 123.7823   | 118.6478   | 120.2955   | 127.2899   | 128.5246   | 124.0479   |